# Остеом
Остеом  јесте примарни доброћудни (бенигни) рак костију у  који се карактерише растом остеоидног ткива  (остеоидни остеом) које расте на другом комаду кости, обично на лобањи.  Обично су мале величине  1,5 до 2 см, али могу достићи и веома велике димензије. Остеом нема потенцијал за давање удаљених метастазе, али његов раст може изазвати озбиљне функционалне и естетске дефекте. 
Иако се најчешће налазе у коштаном ткиву, можесе развити и у  другим ткивима.  Када остеом нарасте на другу кост, познат је као "хомопластични остеом"; а када нарасте на другом ткиву назива се "хетеропластични остеом".

## Епидемиологија
Остеоидни остеом представља приближно 5% свих тумора костију. 
Старост
Могу се наћи у било ком узрасту, мада се најчешће налазе код људи између 10-30 година старости. 
Раса
Не постоји расна склоност према њиховом јављању. 
Пол
Чешће се  јављаа код мушкараца него код жена.

## Етиопатогенеза
Није у потпуности познато зашто настаје остеоидни остеом, али се претпоставља да на њихову појаву утиче:
- генетска предиспозиција,
- деловање одређених фактора средине, попут трауме,
- запаљењски одговор ткива.

### Варијанте
- Остеом коже (позната и као Албрајтова наследна остеодистрофија)

- Остеоидни остеом - најчешћи је облик остеома који се јавља на доњим удовима, на којима је туморским процесом првенствено захваћена бутна и карлична кост. Промене које су обично пречника око 1,5 до 2 сантиметара у  већини случајева налазе се у кортексу костију.  Могу се наћи и на кичми, стопалима и рукама. Може се помешати са остеомијелитисом, цистама и еозинофилним грануломом

- Фиброидни остеом

- Хондроидни остеом

Остеоми се такође јављају и у Гарднеровом синдрому. 

## Клиничка слика
Код ових тумора бол се јавља врло често, пацијенти га описују као дуготрајан, упоран дубок бол различитог интензитета, који се може погоршати током ноћи. Бол добро реагује на употребу лекова против болова, а може се погоршати са конзумирање алкохола
Бол често прати појава отока као јединог симптома ових тумора. 
Присутна је болна осетљивост околне коже, локално црвенило и топла кожа а код великих промена, може постојати јасан деформитет који је тврд на додир и често веома болан
Већи краниофацијалних остеома поред бола у лицу, могу изазвати главобољу и инфекцију због опструкције назофронталних канала. Често се краниофацијални остеом клинички манифестује очним знакововина и симптоме (као што је нпр проптоза).

## Дијагноза
Да би дијагностиковао остеом, лекар ће обавити физички преглед и узети детањну анамнезу о свим симптомима које пацијент има. Како већина остеома не изазива никакве симптоме, често се остеоми могу идентификовати стандардном рендген сниамњу или на компјутеризованој томографији (CT). Према томе скенирање костију се може користити за потврду дијагнозе.
- Имиџинг остеома
- Радиоографија остеома у чеоном синусу
- CT остеома у чеоном синусу
- Остеом

## Терапија
Лечење остеома је неопходно само ако су присутни израженији симптоми болести.  Најчешћа опција лечења остеома је операција. Остеомима базе лобање хирург може приступити директно коришћењем ендоскопске операције синуса. Овај минимално инвазивни приступ омогућава хирурзима да приступе раку кроз природне канале носа, без прављења отвореног реза на глави и уклони га  кроз нос и носне шупљине.